# Fadogia vollesenii
Fadogia vollesenii är en måreväxtart som beskrevs av Bernard Verdcourt. Fadogia vollesenii ingår i släktet Fadogia och familjen måreväxter. Inga underarter finns listade i Catalogue of Life.